# Armenia na Mistrzostwach Europy w Lekkoatletyce 2014
Armenia na Mistrzostwach Europy w Lekkoatletyce 2014 – reprezentacja Armenii podczas Mistrzostw Europy w Zurychu liczyła 3 zawodników – 1 mężczyznę i 2 kobiety.

## Występy reprezentantów Armenii

### Mężczyźni

#### Konkurencje techniczne
| Zawodnik        | Konkurencja | Eliminacje | Eliminacje | Finał    | Finał   |
| Zawodnik        | Konkurencja | Rezultat   | Pozycja    | Rezultat | Pozycja |
| --------------- | ----------- | ---------- | ---------- | -------- | ------- |
| Gor Nerkararjan | Skok w dal  | NM         | –          | NQ       | NQ      |

### Kobiety

#### Konkurencje biegowe
| Zawodniczka       | Konkurencja   | Eliminacje | Eliminacje | Półfinał | Półfinał | Finał    | Finał |
| Zawodniczka       | Konkurencja   | Rezultat   | Poz.       | Rezultat | Poz.     | Rezultat | Poz.  |
| ----------------- | ------------- | ---------- | ---------- | -------- | -------- | -------- | ----- |
| Diana Chubeserjan | Bieg na 200 m | 25,74      | 34.        | NQ       | NQ       | NQ       | NQ    |
| Amalija Sharojan  | Bieg na 400 m | 56,49      | 28.        | NQ       | NQ       | NQ       | NQ    |